# القریات، جده
القریات (به عربی: ال قریات) یک منطقهٔ مسکونی در عربستان سعودی است که در استان مکه واقع شده‌است.